# Nikolaj Alexandrovič Tichonov
Nikolaj Alexandrovič Tichonov (rusky Николай Александрович Тихонов, 14. května 1905 Charkov – 1. června 1997 Moskva) byl sovětský politik. V letech 1980–1985 předseda Rady ministrů a před tím v letech 1976–1980 první náměstek předsedy Rady ministrů.

## Životopis

### Mládí a politika před premiérem
Narodil se do rusko-ukrajinské dělnické rodiny, vzdělání na Dněpropetrovském metalurgickém institutu dokončil v roce 1930. Ve třicátých letech pracoval jako hlavní inženýr Leninské hutě v Dněpropetrovsku.
Během svého pobytu v Dněpropetrovsku se seznámil s Leonidem Brežněvem. V roce 1940 vstoupil do KSSS. Byl poměrně rychle povýšen a od roku 1950 začal pracovat na ministerstvu průmyslu.
V letech 1955–1960 byl náměstkem ministra průmyslu. Na 22. sjezdu KSSS byl zvolen do ústředního výboru jako člen bez hlasovacího práva. V roce 1976 využil Brežněv pracovní neschopnosti tehdejšího předsedy Rady ministrů Alexeje Kosygina a prosadil jmenování Tichonova do funkce prvního náměstka premiéra. Tím snížil Kosyginův vliv.

### Premiér
Když v roce 1980 Alexej Kosygin odstoupil, stal se Tichonov jeho nástupcem. Dařilo se mu zdržet reformu sovětské ekonomiky. Vyzýval ke zlepšení sovětsko-amerických vztahů, ale odmítal všechny spekulace, že by sovětská ekonomika byla v krizi. On sám však o problému věděl a nařídil šetřit a zvýšit produktivitu práce. Éra stagnace vedla ke snížení porodnosti a nárůstu úmrtnosti sovětského obyvatelstva.[zdroj?]
Když roku 1982 zemřel Leonid Brežněv, podpořil při hlasování o funkci generálního tajemníka Konstantina Černěnka. Černěnko však volby prohrál a generálním tajemníkem se stal Jurij Andropov. Ten namísto Tichonova prosazoval ázerbájdžánského šéfa KGB Hejdara Alijeva, který se stal prvním náměstkem předsedy Rady ministrů. Andropov však brzy zemřel a Tichonov si funkci premiéra udržel. Odstoupil až roku 1985 po Černěnkově smrti. Členem Ústředního výboru KSSS zůstal do roku 1989, kdy odešel do důchodu.

### Pozdější život a smrt
Po odchodu z politiky žil osamocen na své dače, kde 1. června 1997 zemřel. Byl pohřben na Novoděvičím hřbitově.